# Лапин, Пётр Иванович
Пётр Ива́нович Ла́пин (29 января 1909, Пенза, Пензенская губерния, Российская империя — 26 апреля 1986, Москва СССР) — советский дендролог, член-корреспондент АН СССР (1976).

## Биография
Родился 29 января 1909 года в Пензе.
В 1926 году переехал в Ленинград и поступил в Лесотехническую академию, которую он окончил в 1931 году.
С 1931 по 1933 и с 1939 по 1941 год работал в системе лесного хозяйства и озеленения. С 1933 по 1936 год работал в Никитском ботаническом саду.
В 1941 году в связи с началом Великой Отечественной войны был призван в армию и отправлен на фронт. После демобилизации решил связать свою жизнь с Москвой и в 1945 году переехал туда, где получил работу в Главном ботаническом саду, где он сначала работал научным сотрудником, затем заведовал отделом дендрологии.
В 1952 году был избран заместителем директора ботанического сада. Данную должность он занимал до смерти. Жил недалеко от места работы — на Ботанической улице, 33.

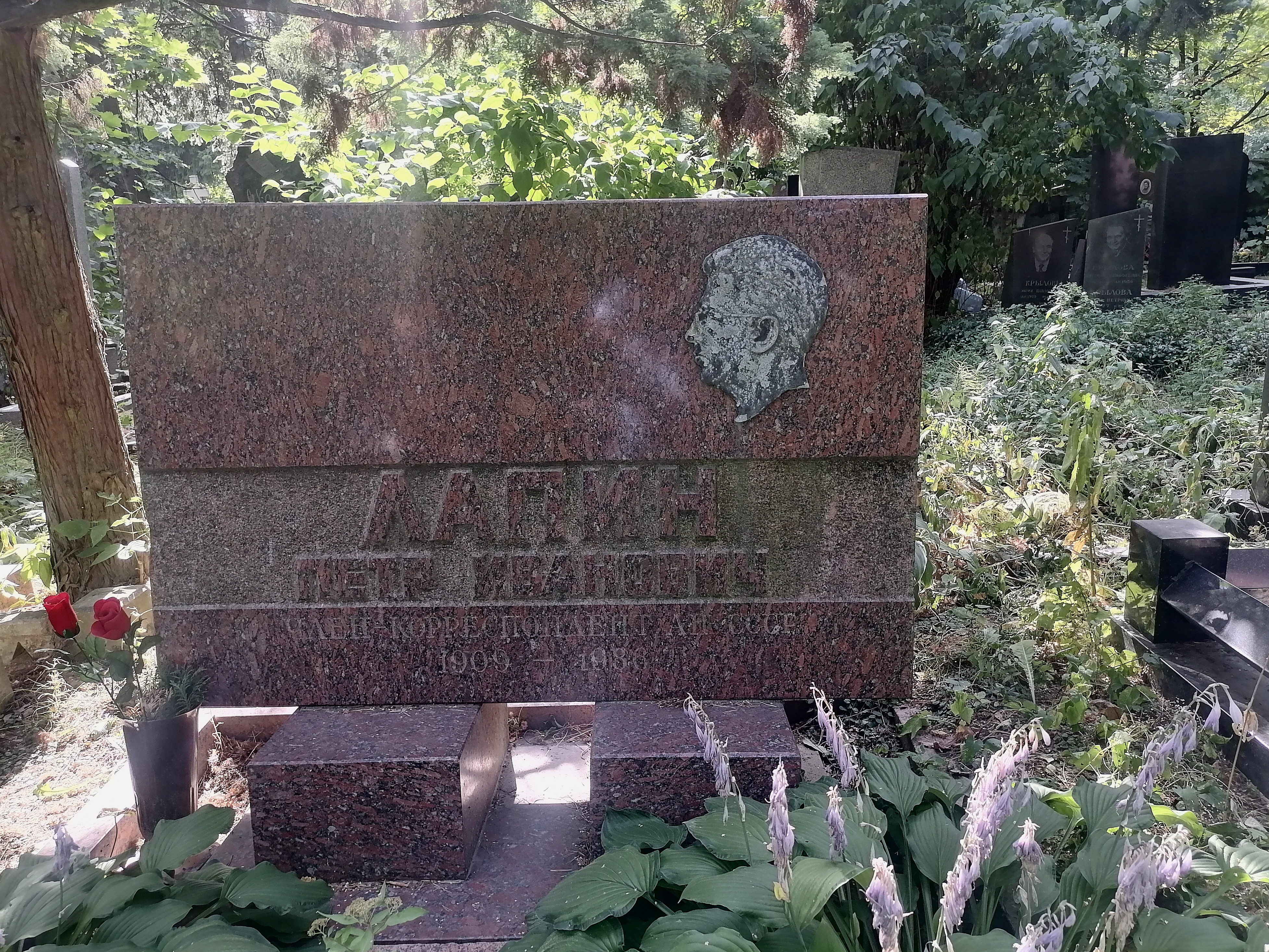
Могила на Кунцевском кладбище

Скончался 26 апреля 1986 года в Москве. Похоронен на Кунцевском кладбище.

## Научные работы
Основные научные работы посвящены разработке теоретических основ интродукции и акклиматизации древесных растений, декоративного садоводства. Автор ряда книг по научно-популярной тематике.
- Цицин Н. В., Лапин П. И. Главный ботанический сад АН СССР: Путеводитель. — М.: Планета, 1981. — 40 с. — 25 000 экз.
- Лапин П. И. Ботанические сады СССР: Альбом / Фот. О. М. Френкеля. — М.: Колос, 1984. — 216 с. — 50 000 экз.